# 영 라이온즈 FC
영 라이온즈 FC(영어: Young Lions Football Club)는 싱가포르의 축구단이다. 현재는 싱가포르 프리미어리그에 참가하고 있다.

## 스폰서
- 메인 스폰서: 가레나
- 킷 스폰서: 나이키

## 선수 명단

### 현역
참고: FIFA 자격 규정에 따라 소속된 국가대표팀 국기를 표시합니다. 선수는 복수의 FIFA 비회원국 국적을 가지고 있을 수 있습니다.
| 번호 | 포지션 | 국적 | 이름            |
| ---- | ------ | ---- | --------------- |
| 5    | DF     |      | 고바야시 준     |
| 37   | DF     |      | 라시드 하이에크 |

| 번호 | 포지션 | 국적 | 이름 |
| ---- | ------ | ---- | ---- |

### 역대
틀:영 라이온즈 FC 선수 명단